# Dragomiris
Dragomiris is een kevergeslacht uit de familie van de boktorren (Cerambycidae). De wetenschappelijke naam van het geslacht werd voor het eerst geldig gepubliceerd in 1913 door Gounelle.

## Soorten
Dragomiris omvat de volgende soorten:
- Dragomiris major Martins & Monné, 1980
- Dragomiris quadricornutus Gounelle, 1913